# Storsandens naturreservat
Storsandens naturreservat är ett naturreservat i Luleå kommun i Norrbottens län.
Området är naturskyddat sedan 2020, och är 76 hektar stort. Reservatet omfattar Lillberget och området norr därom till kusten på Långön och består av strand, gles tallskog och tät granskog i svackan intill Lillberget. 